# Beobachtungsstelle für Intoleranz und Diskriminierung von Christen in Europa
Die Beobachtungsstelle für Intoleranz gegenüber und Diskriminierung von Christen in Europa / The Observatory on Intolerance and Discrimination against Christians in Europe (OIDAC) ist eine Nichtregierungsorganisation (NRO) mit Sitz in Wien. Diese Non-Profit-Organisation (NPO) ist gemäß dem österreichischen Gesetz registriert und wird durch Spenden finanziert.
Im Sinne ihrer Selbstbezeichnung setzt sie sich dafür ein, einen Beitrag für ein Europa zu leisten, in dem Christen ihr Recht auf Religions-, Gewissens-, Meinungs- und Versammlungsfreiheit voll und ganz ausüben können, ohne Angst vor Vergeltungsmaßnahmen, Zensur, Drohungen und Gewalt haben zu müssen.
Die Organisation publiziert einen Jahresbericht, in dem Fälle von wahrgenommener Intoleranz gegenüber Christen in Europa dokumentiert werden. Zwischen 2006 und 2018 registrierten sie über 2200 Fälle von Benachteiligung oder Verfolgung.